# Deák Ferenc tér
Deák Ferenc tér est une vaste place de Budapest, située dans les quartiers de Belváros (5e arrondissement) et de Terézváros 6e arrondissement. Cette place constitue un pôle de transport central de la capitale hongroise : c'est là que se rencontrent de nombreuses lignes du métro de Budapest autour de la station Deák Ferenc tér :    . Elle est également le terminus des lignes  47 47B 48 49 du tramway de Budapest.

## Description
Elle doit son nom à Ferenc Deák, l'un des principaux artisans de la révolution hongroise de 1848.
Au-delà de sa fonction logistique, la place est le cœur du centre-ville de Budapest, à la jonction de Belváros, Erzsébetváros et Lipótváros. À côté de l'esplanade d'Erzsébet tér, la place se situe également à proximité d'Andrássy út, du Kiskörút et de Váci utca. Dominée par la Maison Anker et le temple évangélique de Deák tér, on y aperçoit aussi le dôme de la Basilique Saint-Étienne de Pest et les coupoles dorées de la Grande synagogue de Budapest. L'Hôtel de ville de Budapest bénéficiera bientôt d'une nouvelle façade à l'architecture contemporaine qui donnera sur la place.

## Galerie

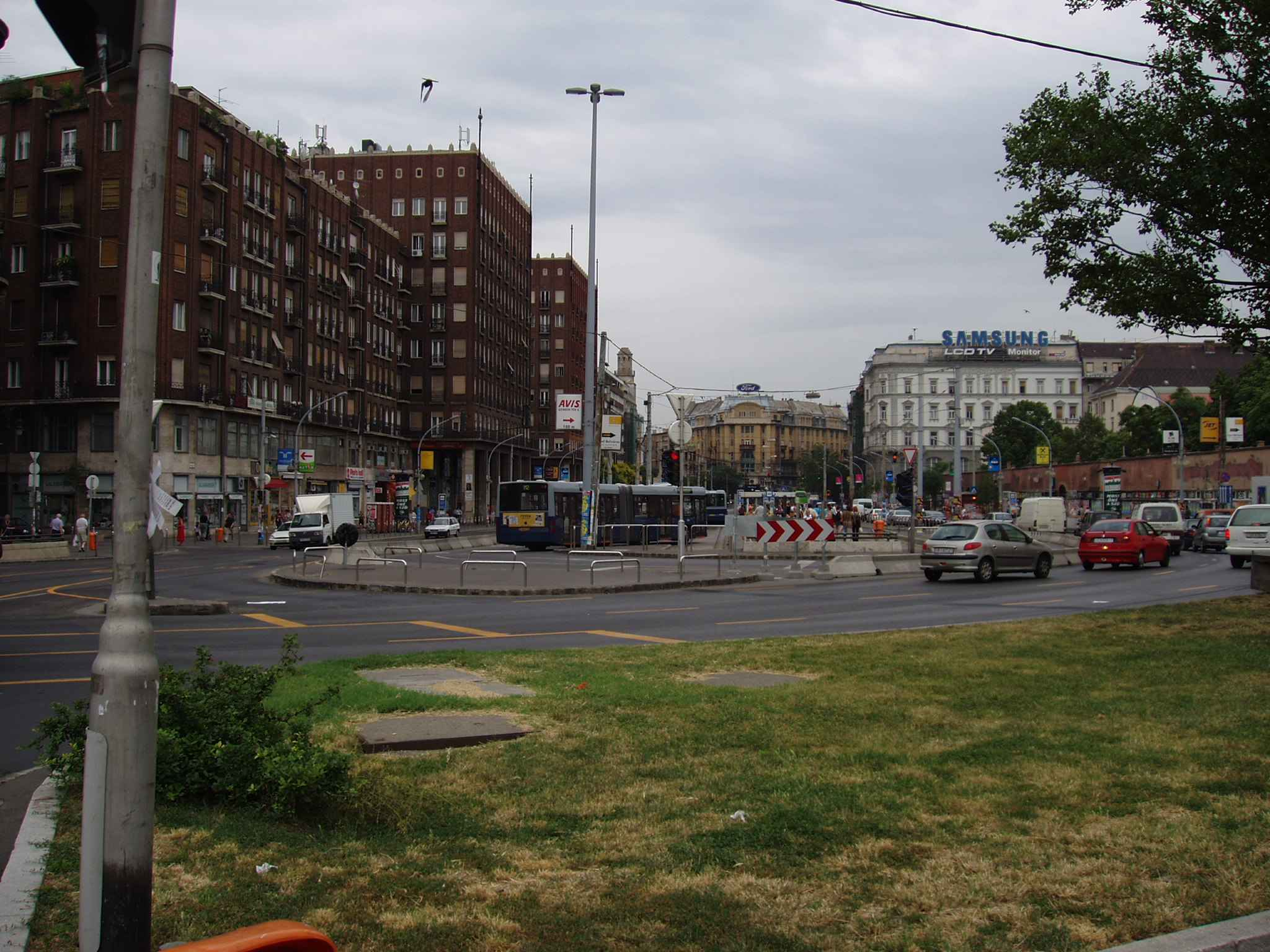
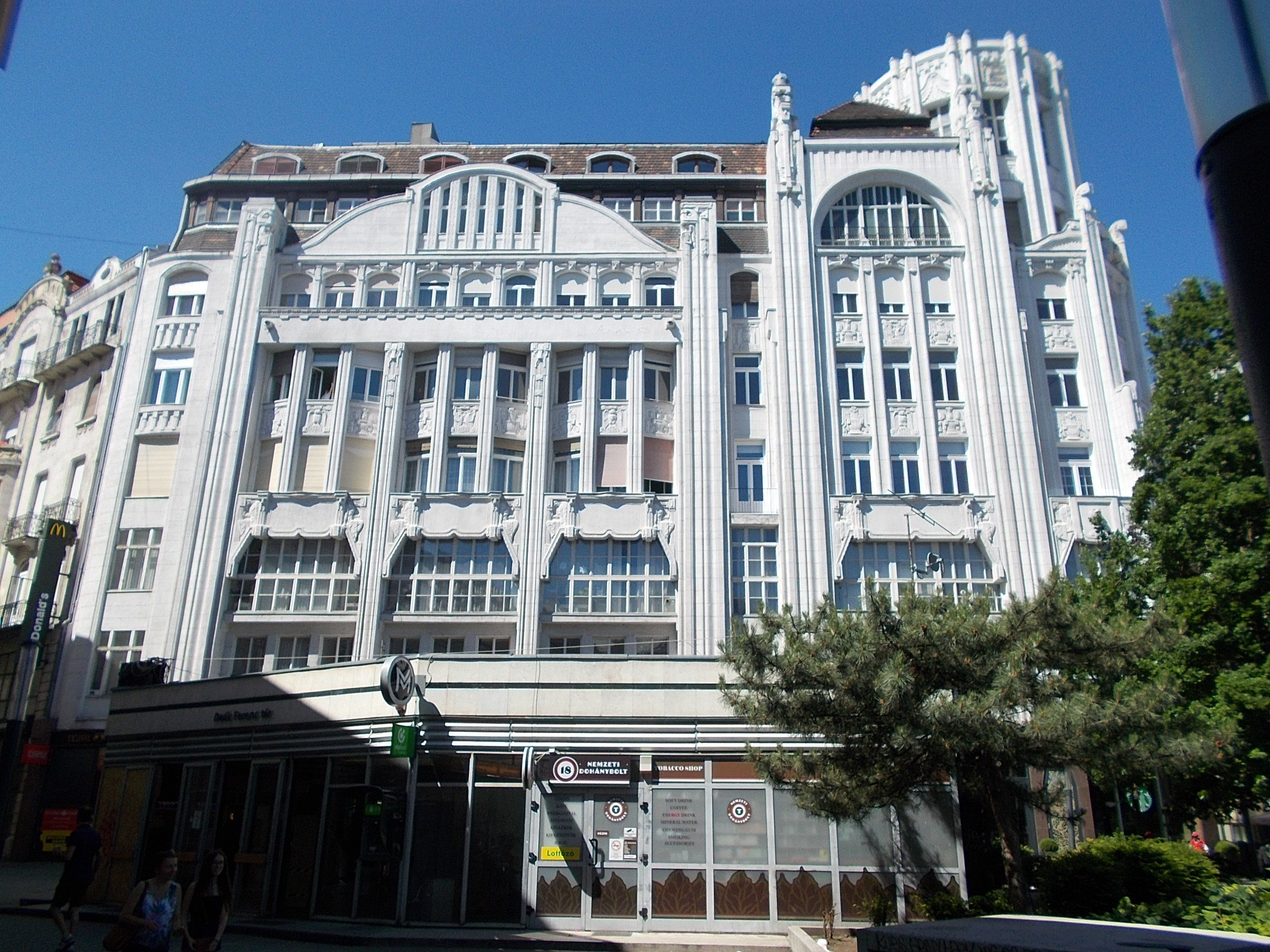
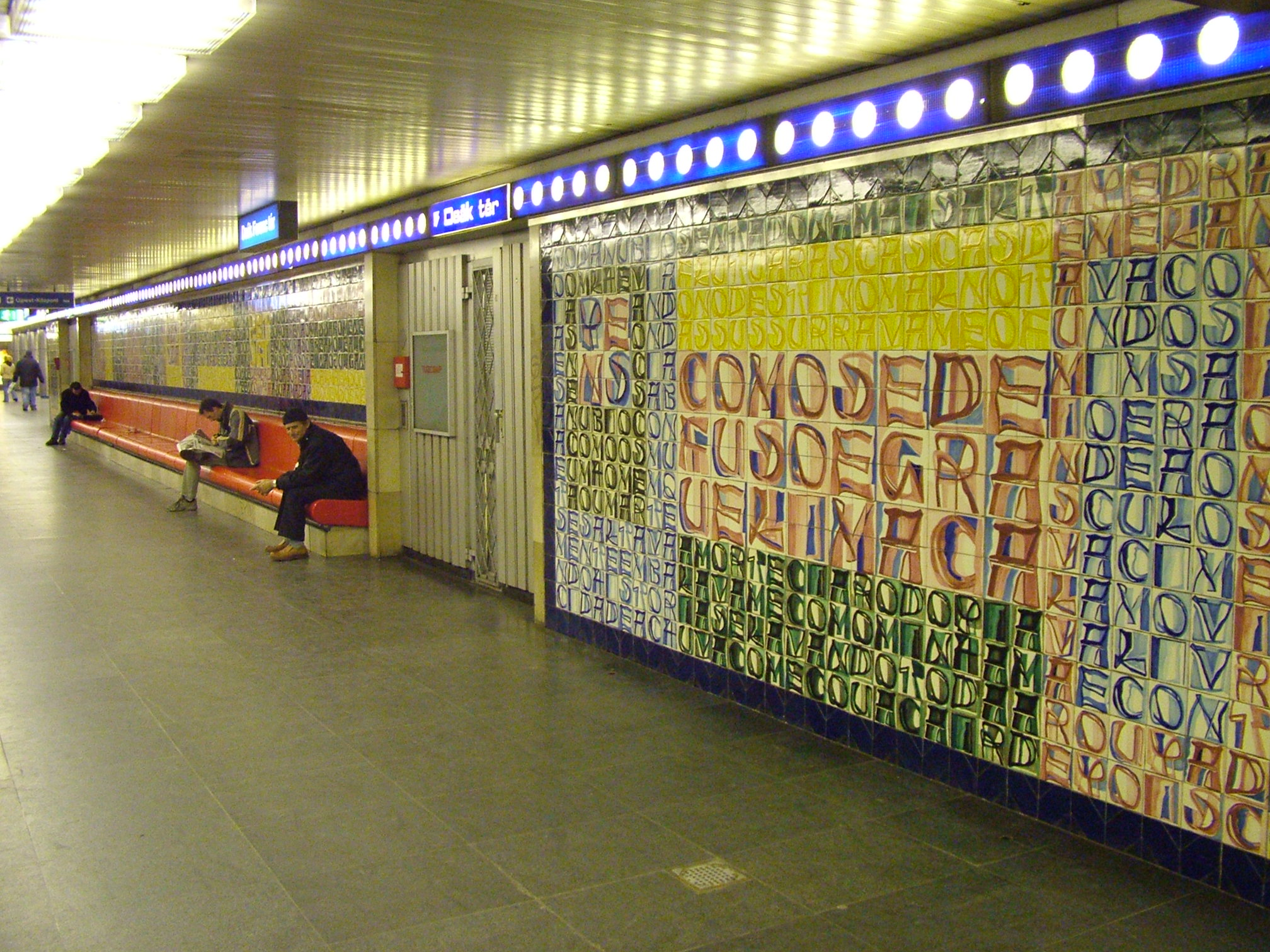
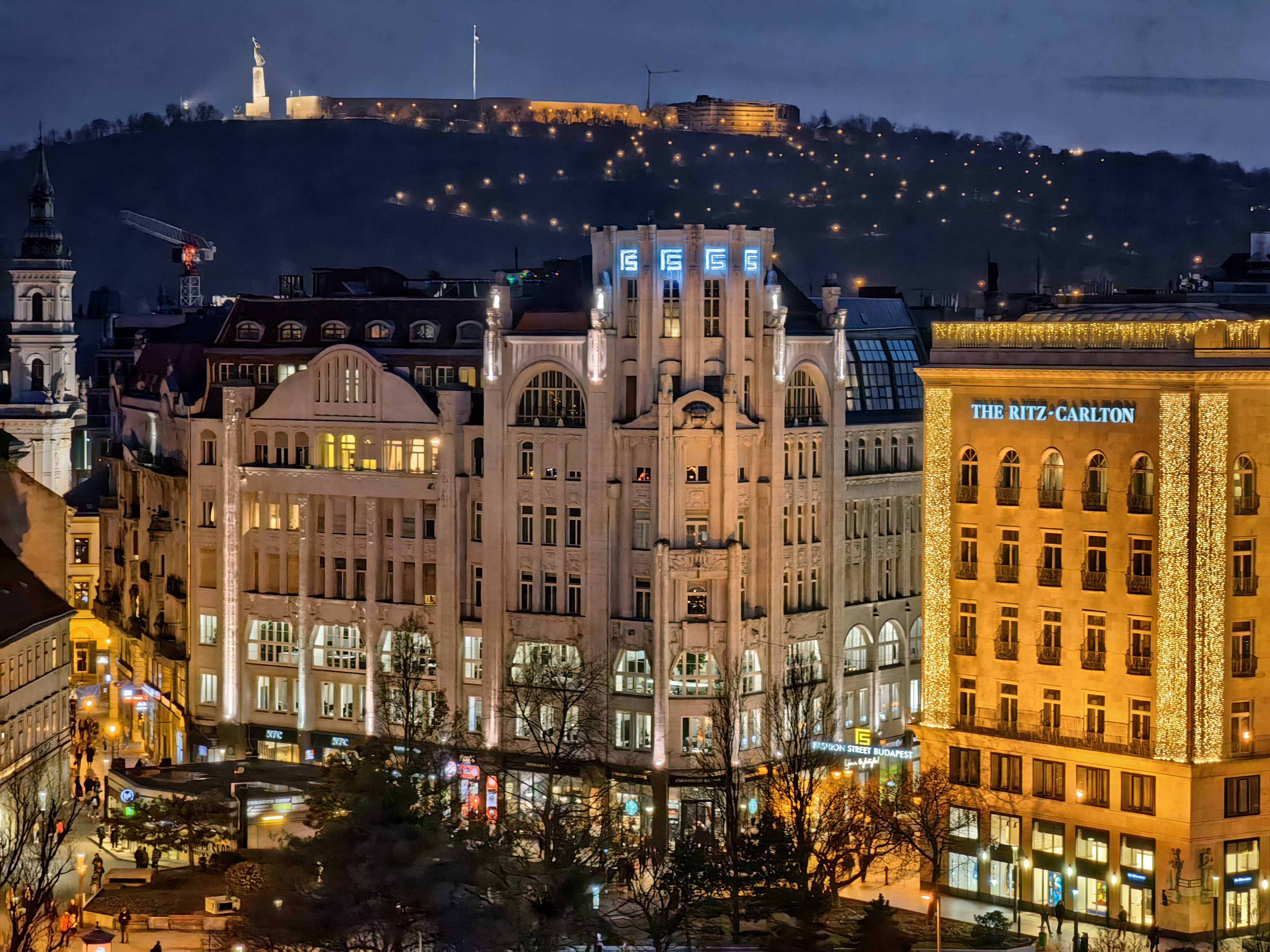